# Генерал-полковник (СССР и Россия)
Генера́л-полко́вник — воинское звание высшего офицерского состава в Советской армии и Вооружённых силах Российской Федерации. Ниже этого звания — генерал-лейтенант, a выше — генерал армии, в ВМФ России соответствует воинскому корабельному званию адмирал.
К воинскому званию гражданина, пребывающего в запасе или находящегося в отставке, добавляются соответственно слова «запаса» (генерал-полковник запаса) или «в отставке» (генерал-полковник в отставке).
В структурах «силовых» ведомств (органах) России установлены специальные, не воинские, звания: генерал-полковник таможенной службы, генерал-полковник полиции, генерал-полковник внутренней службы или генерал-полковник юстиции, а также звание генерал-полковник спецсвязи.

## История

### СССР
Персональное воинское звание генерал-полковник введено в Красной армии в 1940 году, скорее всего, по немецкому образцу. Однако, в отличие от немецкого Generaloberst, советское (а за ним и российское) звание генерал-полковника не является редким или исключительным. Оно выше звания генерал-лейтенанта, но ниже звания генерала армии.
Во время Великой Отечественной войны это звание было присвоено примерно 150 генералам РККА, ВМФ и НКВД.
Знак различия до 1943 года — четыре звезды в петлицах; после 1943 года — три звезды на погонах.
В период Великой Отечественной войны воинское звание генерал-полковника имели следующие должности:
- командующий войсками фронта, отдельной армии (1941—1944 года)
- главнокомандующий родом войск
- заместитель начальника Генерального штаба
- заместитель командующего фронтом, начальник штаба фронта, командующий армией (1944—1945)
- командующий армией, командующий войсками военного округа, округа ПВО, группы войск, начальник главного и центрального управлений министерства обороны (МО), начальник главного управления и начальник управления генерального штаба (ГШ), начальники служб Министерства обороны, командующие и начальники войск, заместители министра обороны, начальники главных управлений министерств, в которых предусмотрена военная служба (1946—1992 гг.).

### Российская Федерация
Звание генерал-полковника сохраняется в современной России и в большинстве постсоветских армий. В некоторых, например, в белорусской, оно является высшим (так как там отсутствуют звания генерала армии или маршала).
В вооружённых силах Российской Федерации и других «силовых» структурах (специальные звания) генерал-полковник обычно является командующим военным округом, а также занимает старшие должности в Министерстве обороны и Генеральном штабе. Соответствующий морской чин — адмирал.

### Генерал-полковник юстиции
Является высшим воинским званием для военнослужащих, имеющих военно-учётную специальность юридического профиля.
Воинское звание генерал-полковника юстиции установлено постановлениями Государственного комитета обороны СССР от 4 февраля 1943 г. № ГОКО-2822 «О введении персональных воинских званий инженерно-техническому, юридическому и административному составу Красной Армии» (в Красной Армии) и от 14 февраля 1943 г. № 2890 «Об установлении персональных воинских званий для интендантского, медицинского, ветеринарного, административного и юридического состава ВМФ» (в ВМФ СССР).
В Вооружённых Силах Российской Федерации сохранено Законом Российской Федерации от 11 февраля 1993 г. № 4455-I «О воинской обязанности и военной службе» и Федеральным законом от 28 марта 1998 г. № 53-ФЗ «О воинской обязанности и военной службе».
Может быть присвоено лицам, занимающим должности председателя Военной коллегии Верховного Суда Российской Федерации — заместителя Председателя Верховного Суда Российской Федерации, Главного военного прокурора — заместителя Генерального прокурора Российской Федерации, начальника Главного управления обеспечения деятельности военных судов — заместителя Генерального директора Судебного департамента при Верховном Суде Российской Федерации (до 2000 г. начальника Управления военных судов Министерства юстиции Российской Федерации — заместителя Министра юстиции Российской Федерации), руководителю Главного военного следственного управления Следственного комитета Российской Федерации — заместителю председателя Следственного комитета Российской Федерации.

## Образцы знаков различийГенерал-полковникв СССР и Российской Федерации (ОФ-8[3])
| Знаки различия       | РККА СССР                          | РККА СССР             | Советская армия ВС СССР | Советская армия ВС СССР  | Советская армия ВС СССР   | Советская армия ВС СССР | Российская Федерация       | Российская Федерация                | Российская Федерация | Российская Федерация   | Российская Федерация            | Российская Федерация | Российская Федерация  | Российская Федерация |
| -------------------- | ---------------------------------- | --------------------- | ----------------------- | ------------------------ | ------------------------- | ----------------------- | -------------------------- | ----------------------------------- | -------------------- | ---------------------- | ------------------------------- | -------------------- | --------------------- | -------------------- |
| Петличный знак погон |                                    |                       |                         |                          |                           |                         |                            |                                     |                      |                        |                                 |                      |                       |                      |
|                      | Петличный знак CB РККА (1940—1943) | … авиации (1940—1943) | Погон CB (1943—1955)    | … полевой CB (1943—1955) | … парадный СВ (1955—1991) | … ВВС (1955—1991)       | … ВКС, КВ, ВДВ (1994—2010) | … пaрадный ВКС, КВ, ВДВ (1994—2010) | … ВВС (1994—2010)    | … СВ, РВСН (1994—2010) | … пaрадный СВ, РВСН (1994—2010) | … ВВ МВД (1995 ⇒ …)  | … полевой (1994—2010) | … полиции СМВЧ       |

## Генерал-полковники СССР и Российской Федерации
Всего в СССР и России вводились следующие воинские звания генерал-полковников:
- генерал-полковник (1940—наст.время)
- генерал-полковник авиации (1940—1993)
- генерал-полковник артиллерии (1940—1984)
- генерал-полковник береговой службы (1940—1952)
- генерал-полковник ветеринарной службы (1943—1971, 1993—1998)
- генерал-полковник войск связи (1940—1984)
- генерал-полковник-инженер (1971—1984)
- генерал-полковник инженерно-авиационной службы (1942—1951)
- генерал-полковник инженерно-артиллерийской службы (с 1942 по первую половину 1950-х)
- генерал-полковник инженерно-танковой службы (с 1942 по первую половину 1950-х)
- генерал-полковник инженерно-технической службы (1943—1971)
- генерал-полковник инженерных войск (1940—1984)
- генерал-полковник интендантской службы (1940—1984)
- генерал-полковник медицинской службы (с 1943)
- генерал-полковник танковых войск (1940—1984)
- генерал-полковник технических войск (1940—1984)
- генерал-полковник юстиции (с 1943)
- инженер-генерал-полковник (1942—1950-е гг.)